# Mingerode
Mingerode is een dorp in de Duitse gemeente Duderstadt in de deelstaat Nedersaksen. In 1973 werd het dorp bij Duderstadt gevoegd. Mingerode ligt 2,5 km ten noorden van de stad.
Mingerode wordt voor het eerst vermeld in een oorkonde uit 1184. Ook dit dorp was een van de Raadsdorpen van Duderstadt en kende van de 15e tot in de 19e eeuw veel ellende door oorlogsgeweld, ziekten en andere rampen. Ook moesten veel boeren in het dorp tienden aan de stad (in natura, te weten in graan) afdragen, en hand-en-spandiensten verrichten, zodat dezen de facto horigen van het stadsbestuur waren. Aan deze misstanden kwam in de 19e eeuw een einde. In de 19e en vroege 20e eeuw was er korte tijd enige industrie in Mingerode.
De dorpskerk, gewijd aan St. Andreas, dateert uit 1873. Het gebouw, waarvan het interieur deels uit een ten tijde van Napoleon Bonaparte gesloten klooster afkomstig is, en waartoe een fraai barok retabel behoort, verving een eerdere kerk uit 1522.